# Dara
Dara o Daras (grec antic: Δάρας) va ser una fortalesa romana d'Orient situada al sud-est d'Amida, a la riba del riu Bouron, afluent del Khabur, situada en el que avui és el petit poble de Kara Dara, a uns 15 km de Nusaybin.
L'any 263, Roma la va cedir a Pèrsia, i era una vila petita. En la partició d'Armènia de l'any 387 va quedar a la part romana, a uns 5 km de la frontera i a 15 km de Nísibis (que era a la part persa). Segons Procopi, cap a l'any 506 l'emperador Anastasi I la va fer fortificar i la va convertir en ciutat i se li va donar el nom d'Anastasiòpolis (Ἀναστασιούπολις), que no va arrelar; l'objectiu n'era establir una ciutat de frontera per controlar les incursions dels perses. Procopi dona una descripció detallada de les fortificacions i defenses que s'hi van construir, que li van permetre resistir més d'un atac dels perses, i també diu que estava molt ben proveïda de subministraments de tota mena per a les guarnicions de la fortalesa. Tenia una font, diu, impossible de tallar per l'enemic, que distribuïa l'aigua a través de canals subterranis per tota la ciutat.
L'any 527, Justinià I va ordenar completar les fortificacions i ampliar la fortalesa, a la que va anomenar Iustiniana Nova. El reforçament de les defenses, juntament amb altres causes, va portar a enfrontaments amb Pèrsia. El general Belisari va atacar l'Imperi Sassànida des de la seva base a Dara, però va ser derrotat i els perses es van presentar amb un exèrcit davant Dara l'any 529. La ciutat va ser sotmesa a setge pels perses i va resistir diversos atacs gràcies a les fortes muralles i a les reserves de subministraments, i també perquè estava defensada per soldats veterans. Procopi esmenta diversos combats lliurats a la rodalia de Dara. Aquests combats són coneguts com la Batalla de Dara, que es va lliurar el 530 i on finalment Belisari va obtenir la victòria.
Els anys 540 i 544, Dara va patir els atacs perses però els va rebutjar. La campanya militar del general romà Marcià contra Còsroes I, que es va fer el vuitè any de Justí II (565-578), és a dir, el 573, va tenir com a conseqüència final la conquesta de Dara pels perses el 574 i els perses van entrar més profundament a territori romà. Després de la caiguda de la ciutat, Marcià va caure en desgràcia i, a la mort de Còsroes I l'any 579, es va acordar una treva amb els perses. L'emperador Maurici va derrotar els perses a Dara el 586 i la va reconquerir, però la va tenir poc temps. Còsroes II va retornar la ciutat als romans després del tractat entre els perses i l'Imperi Romà d'Orient de l'any 590. Però el mateix Còsroes II la va tornar a ocupar entre l'any 604 i 605, després d'un setge de nou mesos i la va destruir. L'emperador Heracli la va recuperar al cap de poc. Els romans la van reconstruir l'any 628 i poc després la van ocupar els àrabs, el 639. L'historiador Teòfanes diu que el general que va ocupar la ciutat era Hosmuzd, que després va ser el rei Hormisdes VI, un dels pretendents al tron de Pèrsia després de l'assassinat de Còsroes II, i el que va signar una treva amb l'Imperi Romà d'Orient.